# Grassendorf (Gemeinde Liebenfels)
Grassendorf (im 19. Jahrhundert auch Grasendorf) ist eine Ortschaft in der Gemeinde Liebenfels im Bezirk Sankt Veit an der Glan in Kärnten (Österreich). Die Ortschaft hat 20 Einwohner (Stand 1. Jänner 2024). Sie liegt zur Gänze auf dem Gebiet der Katastralgemeinde Sörgerberg.

## Lage, Hofnamen
Die Ortschaft liegt im Westen des Bezirks Sankt Veit an der Glan, im Norden der Gemeinde Liebenfels, in den Wimitzer Bergen. Sie erstreckt sich über den Südhang, der sich nördlich von Hart hinauf zum Schneebauerberg erstreckt, und gibt dem Grassendorfer Bach, einem linken Zubringer des Harter Bachs, seinen Namen.
In der Ortschaft werden folgende Hofnamen geführt: Schlintl (Nr. 1), Grünanger (Nr. 3), Pichler (Nr. 4), Grünanger (Nr. 5), Oberer Moser (Nr. 6) und Unterer Moser (Nr. 7).

## Geschichte
Der Ortsname leitete sich wohl vom slowenischen kras (= schön) ab. Es gab Eisenbergbau in der Gegend.
Als Teil der Steuergemeinde Sörgerberg gehörte der Ort in der ersten Hälfte des 19. Jahrhunderts zum Steuerbezirk Gradenegg. Bei Bildung der Ortsgemeinden im Zuge der Reformen nach der Revolution 1848/49 kam Grassendorf an die Gemeinde Glantschach, 1875 an die Gemeinde Sörg. Seit der Fusion der Gemeinden Sörg und Liebenfels 1973 gehört der Ort zur Gemeinde Liebenfels.

## Bevölkerungsentwicklung
Für die Ortschaft ermittelte man folgende Einwohnerzahlen:
- 1869: 10 Häuser, 46 Einwohner[5]
- 1880: 8 Häuser, 48  Einwohner[6]
- 1890: 6 Häuser, 38 Einwohner[7]
- 1900: 6 Häuser, 51 Einwohner[8]
- 1910: 8 Häuser, 45 Einwohner[9]
- 1923: 6 Häuser, 52 Einwohner[10]
- 1934: 39 Einwohner[11]
- 1961: 5 Häuser, 25 Einwohner[12]
- 1991: 7 Häuser, 26 Einwohner[13]
- 2001: 9 Gebäude (davon 6 mit Hauptwohnsitz) mit 9 Wohnungen; 20 Einwohner und 0 Nebenwohnsitzfälle; 6 Haushalte; 1 Arbeitsstätte, 4 land- und forstwirtschaftliche Betriebe[14]
- 2011: 10 Gebäude, 17 Einwohner, 7 Haushalte, 0 Arbeitsstätten[15]
- 2021: 9 Gebäude, 19 Einwohner, 7 Haushalte, 4 Arbeitsstätten[16]

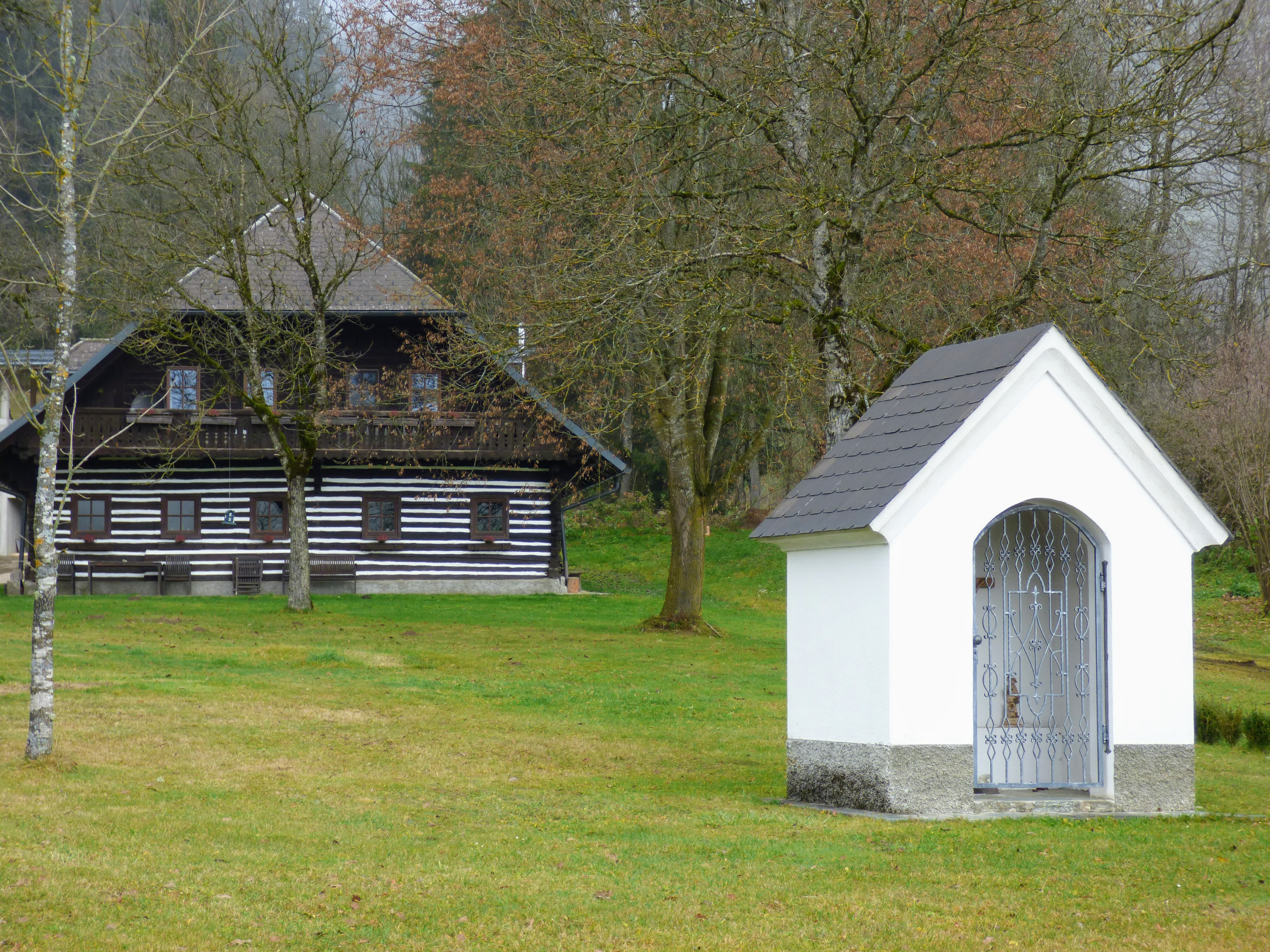
Grassendorf, Unterer Moser und Wegkapelle
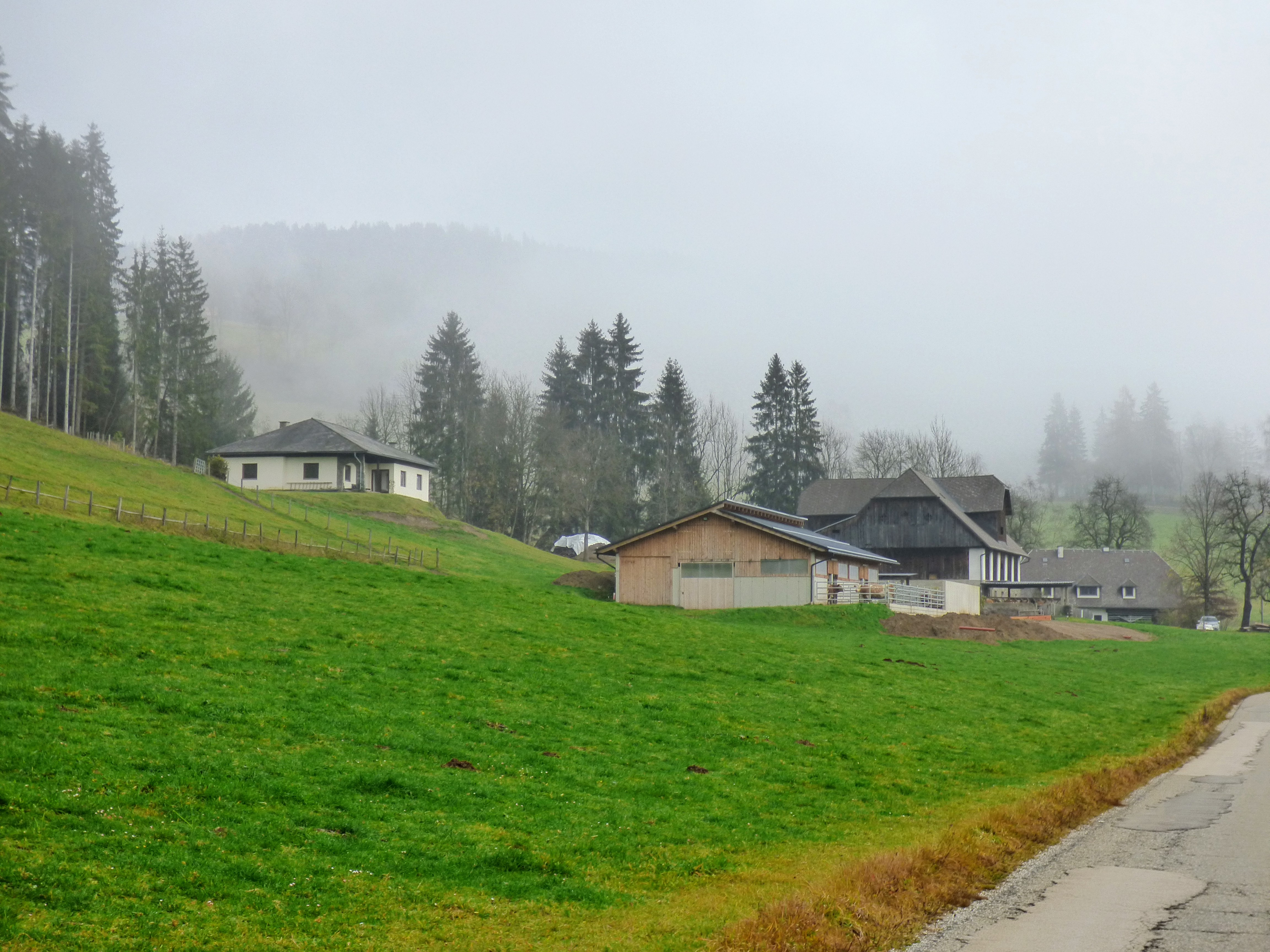
Grassendorf Nr. 7 und 7a, Unterer Moser
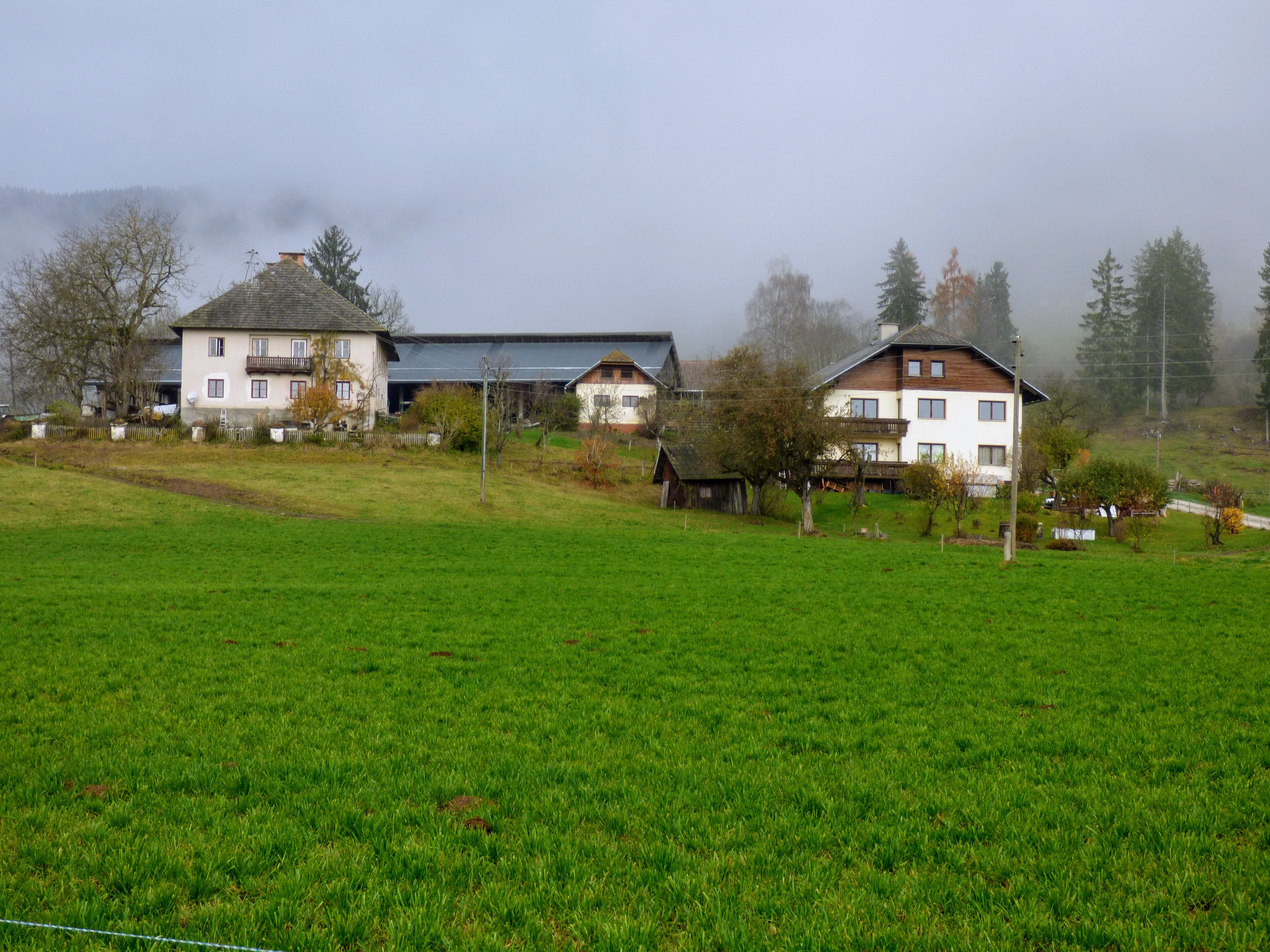
Grassendorf Nr. 3 und 6, Oberer Moser